# Can't Slow Down (Lionel Richie-album)
Can't Slow Down är ett musikalbum av Lionel Richie som lanserades i oktober 1983. Det var hans andra soloalbum och kom att bli en mycket stor framgång. Av albumets fem singlar blev "Hello" och "All Night Long (All Night)" de största hitlåtarna, och båda låg etta på Billboard Hot 100 i USA. På låten "Running with the Night" medverkar gitarristen Steve Lukather från Toto med ett gitarrsolo. Skivan tilldelades en Grammy 1985 för "årets album".

## Låtlista
1. "Can't Slow Down" - 4:43
2. "All Night Long (All Night)" - 6:25
3. "Penny Lover" - 5:35
4. "Stuck on You" - 3:15
5. "Love Will Find a Way" - 6:16
6. "The Only One" - 4:24
7. "Running with the Night" - 6:02
8. "Hello" - 4:11

## Listplaceringar
- Billboard 200, USA: #1[1]
- UK Albums Chart, Storbritannien: #1[2]
- VG-lista, Norge: #3[3]
- Topplistan, Sverige: #2[4]
- Nya Zeeland: #1[5]

### Fotnoter
1. ↑  http://www.allmusic.com/album/cant-slow-down-r16528/charts-awards
2. ↑  ”Arkiverade kopian”. Arkiverad från originalet den 13 september 2008. https://web.archive.org/web/20080913103452/http://www.everyhit.com/. Läst 17 januari 2008.
3. ↑  http://norwegiancharts.com/search.asp?search=lionel+richie&cat=a
4. ↑  http://swedishcharts.com/search.asp?search=lionel+richie&cat=a
5. ↑  ”Arkiverade kopian”. Arkiverad från originalet den 13 mars 2016. https://web.archive.org/web/20160313202817/http://charts.org.nz/search.asp?search=lionel+richie&cat=a. Läst 27 april 2011.